# Asurini do Tocantins
De Asurini do Tocantins (ook aangeduid als Asurini do Trocará of Akuáwa) zijn een inheems volk in de Braziliaanse deelstaat Pará. In 2001 waren er 301 Asurini do Tocantins. Zij spreken een taal uit de taalgroep Tupi-Guaraní.

## Oorsprong
Vroeger woonden de Asurini do Tocantins samen met de Parakanã, met wie ze één volk vormden. Zij woonden aan de rivier Xingu. In de eerste jaren van de 20e eeuw vertrokken de Asurini do Tocantins na een aantal interne conflicten westwaarts. Eerst vestigden zij zich aan de rivier Pacajá en later aan de Trocará, waar ze nog steeds wonen.

## Conflicten
Vanaf de jaren 20 trokken de eerste blanken naar dit gebied om paranoten uit het woud te halen. In deze periode werd ook de eerste spoorlijn aangelegd. De extractie van paranoten leidde tot verschillende conflicten:
- 1928: In een slachting worden acht Asurini do Tocantins gedood.
- 1930: Zij reageren en doden verschillende notenzoekers.
- 1933: Zij vernielen een politiepost en verschillende kilometers spoorlijn
- 1937: Zij worden zij aangevallen door arbeiders aan het spoor. Als represaille vernielen zij een werkkeet, waarbij ze twee personen doden.
- 1945: De directeur van de spoorlijn en de politiecommissaris zetten een pogrom op touw om de Asurini do Tocantins te doden. Zij kunnen ze echter niet vinden. Een organisatie die met de inheemse bevolking werkt dient een aanklacht tegen hen in, maar deze wordt ongegrond verklaard door de rechter van Cametá.
- 1948: Een groep Asurini do Tocantins wordt twee dagen lang achtervolgd in het woud.
- 1949: Hoogtepunt van het conflict. Boeren durven hun land niet te bewerken uit angst voor de Asurini do Tocantins. Arbeiders aan het spoor werken onder gewapende bewaking.

## Reservaat
Tegenwoordig zijn hun landrechten vastgelegd in het reservaat Terra Indígena Trocará. Dit ligt in de gemeente Tucuruí, 24 kilometer ten noorden van de hoofdplaats van deze gemeente. Dit reservaat van 21,722 hectare is officieel erkend op 22 november 1982. Door het reservaat loopt de verkeersweg BR-153. Ten westen van deze weg bevindt zich het enige stukje maagdelijk woud in de regio.
Het reservaat ligt in een gebied waar een groot mijnbouwproject plaatsvindt, het Projeto Grande Carajás. Hiervoor is een nieuwe spoorlijn aangelegd, en een stuwdam. Het gebied van de Asurini do Tocantins is hierbij niet onder water gezet, maar zij ondervinden wel de indirecte gevolgen van deze activiteiten. Hierdoor trekken namelijk veel mensen naar de regio, wat een negatieve invloed heeft op de fauna.

## Demografie
In de volgende grafiek is de ontwikkeling van het aantal Asurini do Tocantins te zien:
Vanaf 1953 is de groep eerst sterk geslonken door griep en dysenterie. Ook trokken sommigen verder het woud in, met name terug naar de rivier Pacajá. Deze groep leefde in barre omstandigheden. Buitenlandse onderzoekers namen in 1973 een cassetteband op bij de Asurini die aan de Trocará woonden, en namen deze mee naar de Pacajá. Deze eerste groep nodigde de tweede hierop uit om terug te keren naar de Trocará. Hierna steeg het aantal Asurini do Tocantins weer.

## Dorp
De Asurini do Tocantins wonen allemaal in één dorp, op 3 kilometer van de rivier Tocantins. In 1998 bestond dit dorp uit 30 huizen. De muren zijn gemaakt van hout van de Socratea exorrhiza, en het dak is bedekt met riet van de Geonoma baculifera. Sommige huizen zijn gebouwd op palen. Een klein aantal huizen is gemaakt van adobe. In 1995 is er voor hen een aantal modernere houten huizen gebouwd met dakpannen, als vergoeding voor de aanleg van een weg.
De meeste huizen hebben drie vertrekken: woonkamer, keuken en slaapkamer. Achter het huis is er een kleine constructie waar zich de latrines bevinden. Meestal slapen de kinderen bij de ouders, in een klein aantal huizen is er een aparte slaapkamer voor hen. Het fornuis bevindt zich in een constructie van tegels, hout en adobe. Het aanrecht bevindt zich in het raam, zodat het water naar buiten valt. De Asurini do Tocantins slapen meestal in hangmatten. Men wast zichzelf of de kleren in kleine stroompjes dicht bij het dorp.
De huizen worden gebouwd door de man. Meestal doet hij dit alleen.
De huizen zijn neergezet in "secties". De bewoners van een sectie vormen een autonome eenheid. Binnen elke sectie is er een binnenplaats, die een belangrijke ruimte voor de vrouwen is.
In het dorp bevindt zich verder een installatie die is opgericht door FUNAI, waarin de Asurini do Tocantins maniok kunnen malen. Het meel wordt deels verkocht. Ook bevinden zich daar enkele ovens.

## Voeding
De Asurini do Tocantins leven vooral van de jacht. Zij jagen voornamelijk op tapirs, herten en pekari's, maar ook op agoeti's, apen, paca's, gordeldieren en vogels zoals de toekan, de pauwies en vogels uit het geslacht Crypturus. Hoewel de jacht voornamelijk een mannenaangelegenheid is, zijn er ook vrouwen die jagen.
De jacht gebeurt met moderne apparatuur als geweren en zaklantaarns. Hierdoor hebben ze een voortdurend gebrek aan kogels en batterijen. Dit maakt hen afhankelijk van FUNAI, die hen deze zaken soms levert. Verder hebben ze te lijden onder de teruggang van het wild onder de grote bevolkingsdruk.
Soms vissen de Asurini do Tocantins ook, maar de rivieren zijn ver weg, en hebben niet altijd vis door de lage waterstand. Verder halen ze paranoten en de vrucht van de Euterpe oleracea uit het woud. Ook dit is voornamelijk een mannenaangelegenheid. Een deel van deze vruchten verkopen ze in Tucuruí.

## Religie
De Asurini do Tocantins geloven dat er na de schepping van de aarde een zondvloed heeft plaatsgevonden, waarbij de aarde "zacht" werd. De enige persoon die deze zondvloed overleefde, was een mythologische figuur met de naam Mahira. Deze bleef in leven door in de top van een boom van de soort Oenocarpus distichus te klimmen. Van daaruit riep hij een tapir op uit de hemel om de aarde "hard" te maken. Vervolgens nam hij een rib uit zijn eigen lichaam en schiep daarmee de eerste vrouw.
In het dorp bevindt zich een huis voor rituelen, dat Tekataua genoemd wordt. Deze is gericht op het oosten, waar zich de Geest van de Jaguar bevindt. In dit huis vinden rituelen plaats, maar ook politieke activiteiten.